# Conférence épiscopale de la Guinée
La Conférence épiscopale de la Guinée est une conférence épiscopale de l’Église catholique qui rassemble l’ensemble des ordinaires de Guinée.
Elle est membre de la Conférence épiscopale régionale de l’Afrique de l’Ouest (RECOWA-CERAO) et du Symposium des conférences épiscopales d’Afrique et de Madagascar, (SECAM-SCEAM). Son président est après 2018 Raphaël Balla Guilavogui (it).

## Membres

### Présidents
Le président de la conférence est en 2023 Raphaël Balla Guilavogui (it), évêque de N’Zérékoré, depuis le 11 mai 2018.

## Sanctuaires
La conférence n’a pas, en 2023, désigné de sanctuaire national.